# Myles Murphy
Myles Murphy (Marietta, 3 gennaio 2002) è un giocatore di football americano statunitense che milita nel ruolo di defensive end per i Cincinnati Bengals della National Football League (NFL).

## Carriera universitaria
Murphy al college giocò a football con i Clemson Tigers dal 2020 al 2022. Nella prima partita nel college football diede un immediato contributo, facendo registrare 7 tackle e 2 sack. La sua prima annata si chiuse con 4 sack, 41 tackle e 3 fumble forzati. Nel 2021 mise a referto 7 sack, 38 tackle e 2 fumble forzati, venendo inserito nella seconda formazione ideale dell'Atlantic Coast Conference. Nel 2022 fece registrare 6,5 sack, venendo inserito nella prima formazione ideale della ACC.

## Carriera professionistica
Murphy era considerato dagli analisti come uno dei migliori defensive end selezionabili del Draft NFL 2023. Il 27 aprile fu chiamato come ventottesimo assoluto dai Cincinnati Bengals. Debuttò come professionista subentrando nella gara del primo turno persa contro i Cleveland Browns. Nella settimana 4 mise a segno il suo primo sack su Ryan Tannehill dei Tennessee Titans. La sua stagione da rookie si concluse con 20 tackle e 3 sack disputando tutte le 17 partite, nessuna delle quali come titolare.